# Vojvodina Novi Sad
Vojvodina Novi Sad (offiziell: SD Vojvodina bzw. Sportsko Društvo Vojvodina, Sportgesellschaft Vojvodina; auch SD Vojvodina Novi Sad bzw. Sportsko Društvo Vojvodina Novi Sad, Sportgesellschaft Vojvodina Novi Sad) ist ein serbischer Sportverein aus Novi Sad, der zweitgrößten Stadt in Serbien. Gegründet wurde der Sportverein 1914 und gehört heute mit Sportklubs in 22 unterschiedlichen Sportarten, neben Roter Stern Belgrad und Partizan Belgrad, zu den größten Sportvereinen in der Region.
Vor allem bekannt ist der Verein für seine Fußballmannschaft, Basketballmannschaft, Handballmannschaft, Volleyballmannschaft und Wasserballmannschaft.

## Erfolge
Neben mehreren nationalen Titeln, hatte der Sportverein auch Erfolge auf europäischer Ebene. Zu den größten Erfolgen zählen:
- Erreichen des Viertelfinales im Europapokal der Landesmeister 1966/67; man verlor jedoch gegen den späteren Gewinner Celtic Glasgow
- Gewinn des Intertoto Cups 1976 sowie das Erreichen des Finales 1998, wo man knapp Werder Bremen unterlag
- Gewinn des Mitropapokals 1977 sowie das Erreichen des Mitropapokal-Finales 1957
- Gewinn des 3. Platzes während der Volleyball Champions League 1989 sowie das Erreichen des Halbfinales 1996
- Gewinn des 3. Platzes während des Europapokals der Pokalsieger 1983 sowie das Erreichen des Halbfinales des Top Teams Cups 2006, des damaligen zweithöchsten Europapokal-Wettbewerbs im Männer-Volleyball
- Gewinn der Pannonischen Liga 2009, einer ehemaligen südosteuropäischen Eishockeyliga für Männer.

Damit gehört Vojvodina Novi Sad zu den erfolgreichsten Sportvereinen in Südosteuropa.

## Abteilungen
Die bekanntesten Vereinsabteilungen sind:
- Vojvodina Novi Sad (Fußball)
- Vojvodina Novi Sad (Basketball)
- Vojvodina Novi Sad (Handball)
- Vojvodina Novi Sad (Wasserball)
- Vojvodina Novi Sad (Volleyball)
- Vojvodina Novi Sad (Eishockey)